# Cosmopelma ceplac
Espèce
Cosmopelma ceplac est une espèce d'araignées mygalomorphes de la famille des Barychelidae.

## Distribution
Cette espèce est endémique de l'État de Bahia au Brésil,. Elle se rencontre vers Barro Preto.

## Description
La femelle holotype mesure 6,73 mm et le mâle paratype 6,62 mm.

## Publication originale
- Mori & Bertani, 2016 : On the genus Cosmopelma Simon, 1889 (Araneae, Barychelidae). Zootaxa, no 4137(4), p. 520-534.